# One Liberty Place
One Liberty Place là một toàn nhà cao tầng tại Philadelphia, Hoa Kỳ. Hiện tại, đây là tòa nhà cao thứ hai ở City of Philadelphia và Khối thịnh vượng chung Pennsylvania, sau Comcast Center. Tòa nhà này được xây xong năm 1991. One Liberty Place có chiều cao 288 m, 61 tầng, chỉ thấp hơn 0,6 m so với Key Tower ở Cleveland, Ohio. Thiết kế tòa nhà là Helmut Jahn thuộc Murphy/Jahn Architects, nóc tòa nhà có dáng dấp của nóc Chrysler Building ở New York City. Đến năm 2008, đây là tòa nhà cao thứ 49 thế giới